# Sphecosoma melapera
Sphecosoma melapera là một loài bướm đêm thuộc phân họ Arctiinae, họ Erebidae.